# Andreas Brugger (Maler)

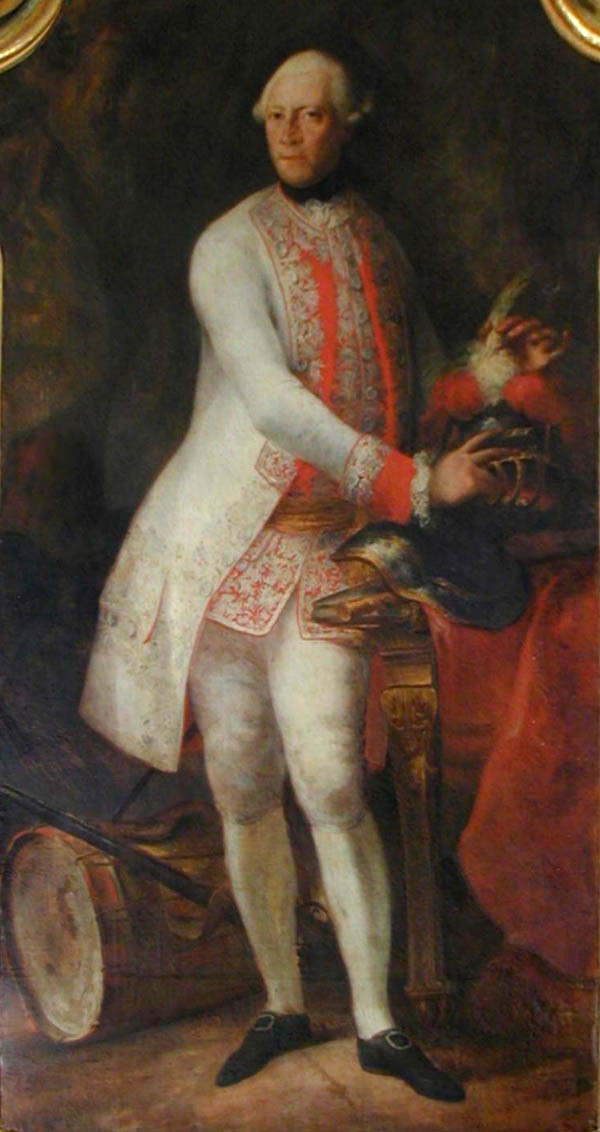
Graf Anton IV. von Montfort auf einem Ölgemälde von Andreas Brugger

Andreas Brugger (* 16. November 1737 in Kressbronn; † 8. Februar 1812 in Langenargen) war ein deutscher Maler des Rokoko und Klassizismus.

## Leben und Ausbildung
Brugger wurde 1737, zusammen mit seinem Zwillingsbruder Xaver, als Kind des Ehepaares Josef und Theresia Brugger im heutigen Kressbronn geboren und in der Pfarrkirche von Gattnau getauft.
Er begann 1749, wahrscheinlich bei Joseph Esperlin in Scheer, eine sechsjährige Lehre. Graf Ernst von Montfort wurde auf den künstlerisch begabten Andreas Brugger aufmerksam und schickte ihn August 1755 zur Weiterbildung nach Wien in die Werkstatt des aus Langenargen stammenden Franz Anton Maulbertsch (1724–1796). Hier wuchs Brugger zum Barockmaler süddeutscher und österreichischer Prägung heran. Maulbertschs Erbe lässt sich lange Zeit in Bruggers Fresken und Ölbildern als wichtiges Gestaltungsprinzip in Form und Farbe nachweisen. Während und nach einem Studienaufenthalt in Rom 1768/69 (März 1769 erster Preis an der Accademia del Nudo auf dem Kapitol) wirkte sich der unter dem Zeichen einer Beruhigung und Einfachheit stehende Klassizismus auf Bruggers Arbeiten aus. Mit der Rückkehr in seine Heimat am Bodensee begann die Periode großer kirchlicher und weltlicher Aufträge. Die heute noch erhaltenen und dem Langenargener Maler zugeschriebene Werke umfassen etwa 35 Fresken und über 220 Tafelbilder. Brugger zählt zu den bedeutendsten Malern Oberschwabens.
Brugger starb 75-jährig am 8. Februar 1812 in Langenargen in seinem, dem Neffen Alois Brugger überschriebenen, eigenen Haus.

## Werke

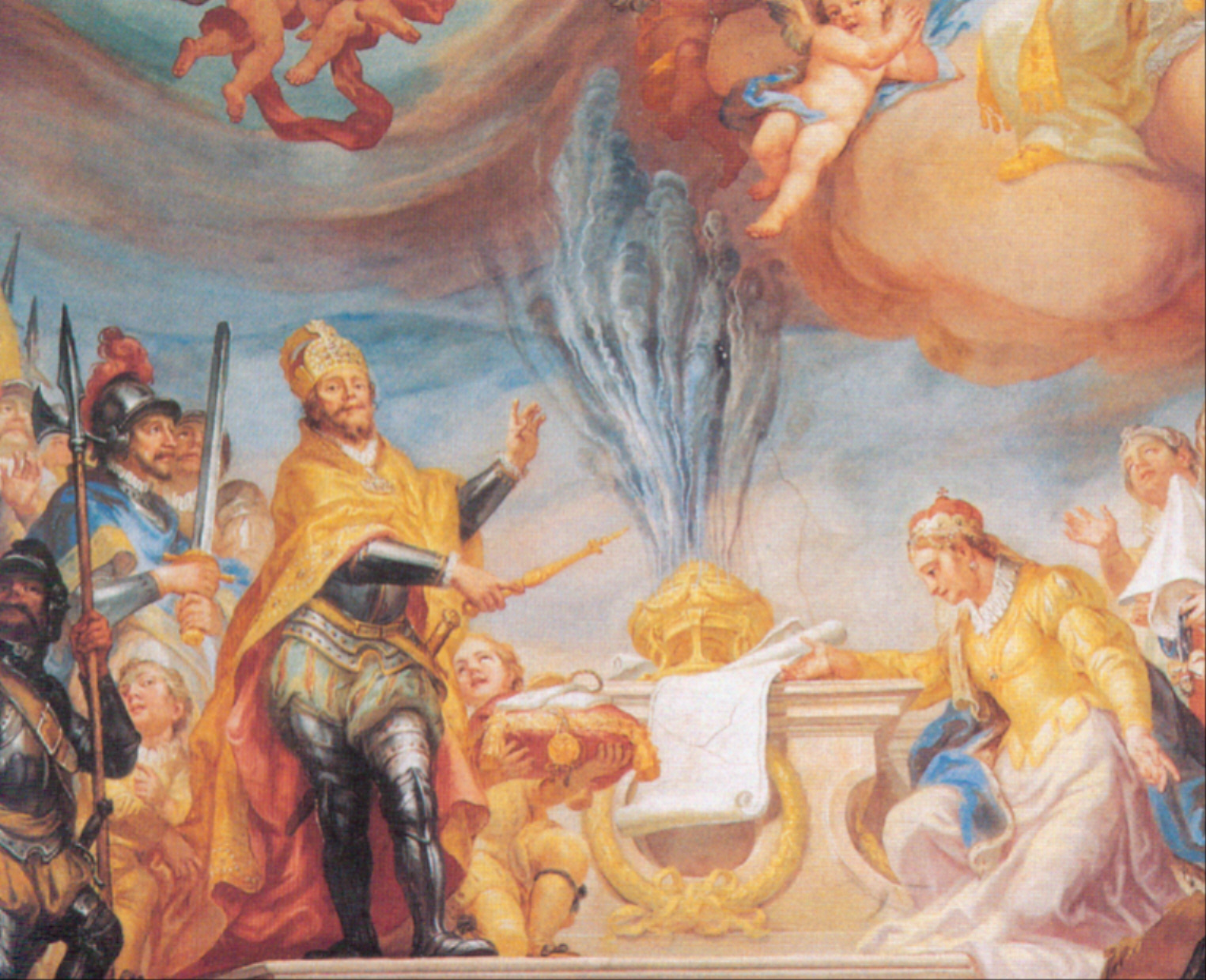
In Anwesenheit ihres Vaters, Kaiser Ludwigs der Frommen, legt die Klostergründerin Adelindis die Gründungsurkunde auf einen Altar (aus dem Hauptdeckengemälde der barocken Stiftskirche Buchau von Andreas Brugger, 1775–1776)

Die großen Werke Bruggers entstanden in seiner Tettnanger, Salemer, Wurzacher und Buchauer Zeit.

### Bad Buchau
- Im Chor der Stiftskirche St. Cornelius und Cyprianus in Bad Buchau zeigt ein Tafelbild Die Verherrlichung des Lammes durch die Engel und die 24 Ältesten. Im Mittelschiff malte Brugger drei Fresken: Abrahams Begegnung mit Melchisedech, Mannaregen mit Moses und Aaron und in der Mitte Die Aufnahme Mariens in den Himmel.

### Bad Wurzach
- Das Deckenbild in der Pfarrkirche zu Bad Wurzach zeigt auf 22 × 10 Meter Größe verschiedene biblische Darstellungen und Episoden.

### Bodnegg
- In Bodnegg, Pfarrkirche St. Ulrich und Magnus, arbeitete Brugger 1769 nach seinem Romaufenthalt im Auftrag der Abtei Weißenau drei große Fresken: das Hauptfresko im Schiff Mariä Verkündigung, das Deckenfresko im Vorchor Adam und Eva im Paradies (erhalten, aber übermalt), das Deckenfresko im Chor Anbetung des Lammes. Die von Brugger ausgeführten Grisaillen an den Brüstungen der Doppelempore sind nur fragmentarisch erhalten.

### Eriskirch
- In der Kirche des Ortsteils Mariabrunn zeigt das Deckengemälde Die Heilende Wirkung des Wassers und Die Fürbittkraft Mariens.

### Friedrichshafen
- 1789 schuf Andreas Brugger das Deckenfresko Maria Fürbitterin der bedrohten Menschheit in der Ailinger Rosenkranzkapelle.
- 1804 Bild des Kirchenpatrons auf dem rechten Seitenaltar der ehemaligen Fischbacher Pfarrkirche St. Vitus

### Kressbronn
- In der Mariä-Himmelfahrt-Kapelle im Ortsteil Schleinsee wird Andreas Brugger ein Bildausschnitt des Heiligen Antonius zugeschrieben.
- Bruggers Deckengemälde in der Gattnauer St. Gallus-Pfarrkirche wurden 1903, als man die Kirchenschiffmauern erhöhte, zerstört.

### Langenargen
- Das im Jahr 1799/1800 gemalte Tafelbild in der Pfarrkirche zeigt den auf Wolken knienden Kirchenpatron St. Martin und den heiligen St. Fridolin.

### Neukirch
- Das Bild in der Neukircher Pfarrkirche stellt die Verherrlichung Mariens durch Johannes von Montfort dar.

### Rorschach
- In der Rorschacher Pfarrkirche malte Brugger ein ovales Deckenbild, das unter anderem den Heiligen Kolumban zeigt.

### Salem
- Für das ehemalige Zisterzienserkloster in Salem malte Brugger hauptsächlich Tafelbilder, die den Heiligen Bernhard und sein Leben zum Thema haben.

### Tettnang
- In der Johanneskapelle zeigen zwei Bruggerwerke die Auffindung des toten Sebastian und Maria Himmelfahrt.
- Im Neuen Schloss war Brugger mehrere Jahre beschäftigt. So schaffte er hier sowohl die Deckengemälde Herakles vor Zeus, vermutlich nach 1770 (im Bacchussaal), Johannes von Montfort auf hohem Ross, 1770 datiert und signiert (in der Schlosskapelle), die Verherrlichung der Landwirtschaft im Anschluss an die vier Jahreszeiten (im linken Treppenhaus) und im rechten Treppenhaus die Jagdszenen mit der antiken Jagdgöttin Diana und einem vermeintlichen Selbstbildnis, als auch die Tafelbilder Vagantengestalten und Bacchus mit einem Satyr von etwa 1765.
- In der Pfarrkirche zu Krumbach gestaltete Brugger insgesamt 33 Einzelbilder, darunter das Deckenbild mit dem Thema Blick in den Himmel mit der Hl. Dreifaltigkeit, das Chorfresko mit der Anbetung Christi durch die  Hirten und die Bilder der Vierzehn Nothelfer, wie zum Beispiel der Heilige Erasmus, die Heilige Barbara, die Heilige Katharina und der Heilige Egidius.
- 1804 wurden die Seitenaltäre der Pfarrkirche St. Martin in Tannau mit den beiden von Andreas Brugger geschaffenen Ölgemälden Tod des hl. Josef und Die hl. Sippe, Hl. Joachim, Hl. Anna und Maria geweiht. Daneben schuf Brugger 1781 das Deckenfresko im Chor (Triumph des Hl. Martin) und vier Eckmedaillons mit Darstellungen der vier Haupttugenden des Hl. Martin.

## Sonstiges

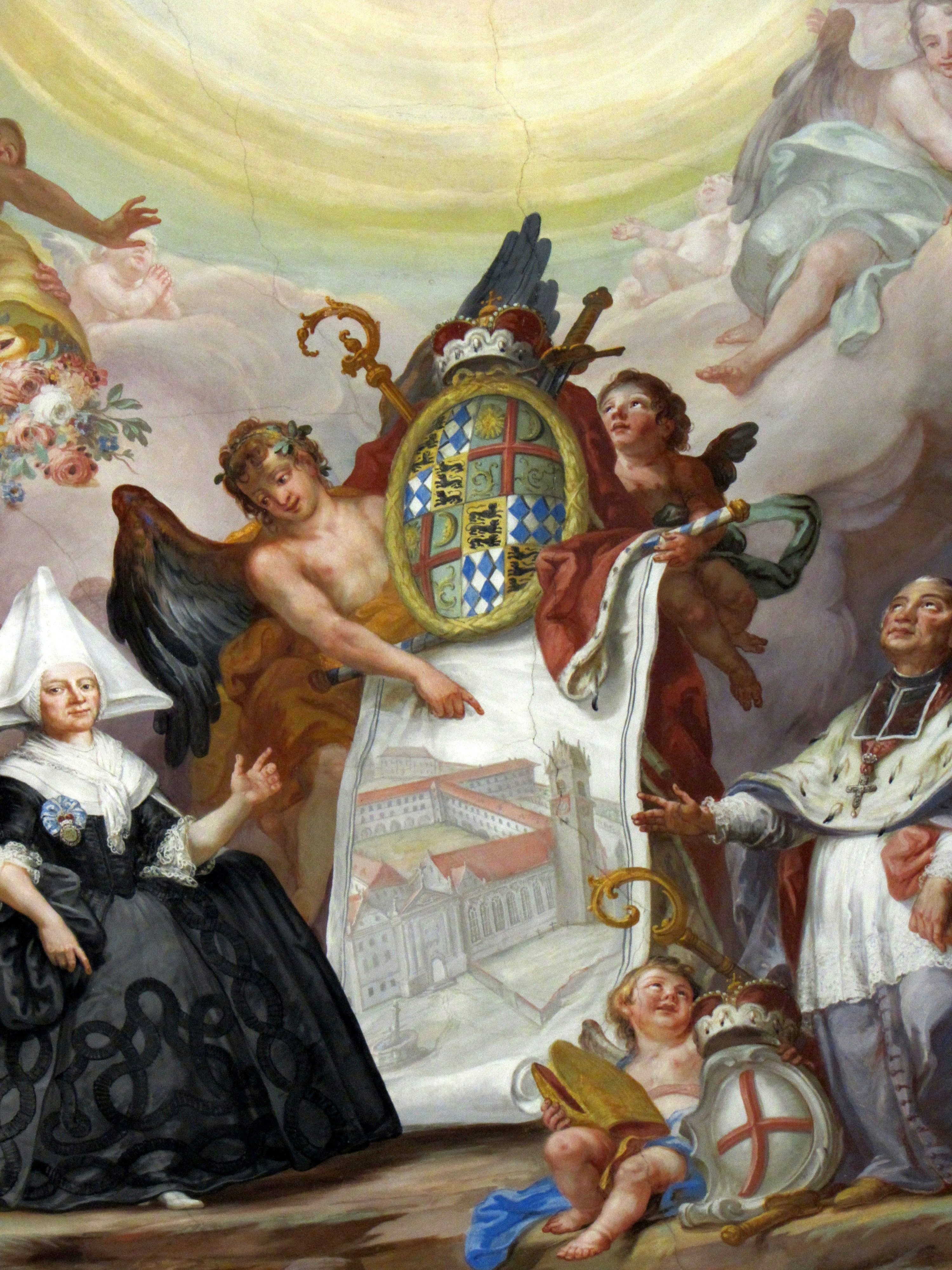
Detail Deckenfresko St. Cornelius und Cyprianus in Bad Buchau

Sowohl in Kressbronn (Andreas-Brugger-Weg) als auch in Langenargen (Andreas-Brugger-Straße) ist zu Ehren des Künstlers jeweils ein öffentlicher Verkehrsweg nach ihm benannt.